# Gare de Croix-Sainte
Gare de Croix-Sainte vasútállomás Franciaországban, Martigues településen.

## Vasútvonalak
Az állomást az alábbi vasútvonalak érintik:
- Ligne de la Côte Bleue

## Kapcsolódó állomások
A vasútállomáshoz az alábbi állomások vannak a legközelebb:
- Gare de Martigues
- Gare de Port-de-Bouc